# Leylah Fernandez
Leylah Annie Fernandez, född 6 september 2002 i Montreal, Quebec, är en kanadensisk tennisspelare.
Fernandez tog sig till final i damsingeln vid US Open 2021, där det blev en förlust mot brittiska Emma Raducanu.
Fernandez pappa är ursprungligen från Ecuador, medan hennes mamma är en infödd kanadensiska med filippinsk bakgrund.